# Gagaku
 (juin 2010).
Ne doit pas être confondu avec Gigaku.
Le gagaku (雅楽, musique raffinée, élégante)
est la musique japonaise traditionnelle autrefois jouée à la cour impériale.
Il comporte des chants ou non
(vocal (声楽, seigaku) ou instrumental (器楽, kigaku)),
et est dansé ou non.
On l'oppose souvent au zokugaku (俗楽), « populaire ».
Les quatre style du gagaku, marqués par des différences d'instrumentation et de styles, reflètent la distinction, dans la Chine du VIIIe siècle av. J.-C. à laquelle il doit son héritage, 
entre poèmes rituels (dà yà), et poèmes profanes (xiao yà)
.  

## Histoire
Le gagaku s'introduit au Japon au Ve siècle, de la Chine et de la Corée.
Dès 701, est créé l'office du gagaku (雅楽寮, gagaku-ryō), au sein du  département impérial des affaires nobles (治部省, jibushō).

### Réforme de Heian et apogée du gagaku
Dès le début du IXe siècle, au tout début de l'Êre de Heian, 
et des difficultés financières qui s'y rattachèrent[Quoi ?], une réforme musicale est appliquée : 

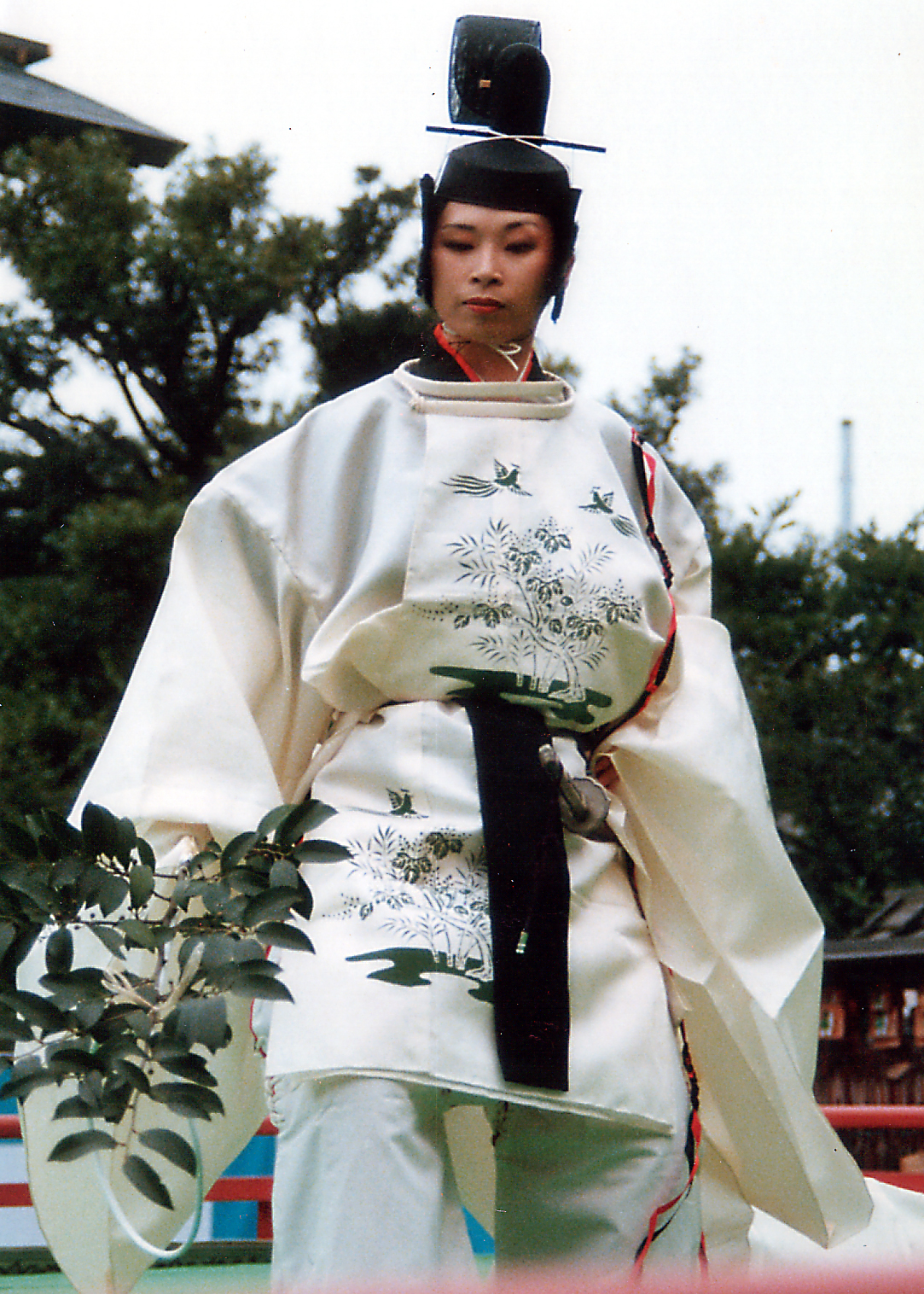
Ninshō, officiant dirigeant la cérémonie.

1. L'ensemble de gagaku est restreint à 5 instruments:shakuhachi, grand hichiriki (hautbois basse), kugo (harpe d'origine coréenne), biwa à cinq cordes, hitsu (koto à 25 cordes). Les  percussions hōkyō sont supprimées.
2. S'établissent deux systèmes modaux : ryō japonais (mode de sol) et ritsu (mode de ré), et leurs transpositions. La technique instrumentale et vocale est également fixée[En quoi ?].
3. Les pièces sont classées en fonction de leur provenance[Comment ?]. Le répertoire de kangen est divisé en uhō et sahō, celui de bugaku  en umai et samai.
4. La musique shinto est réorganisée. Instruments continentaux et autochtones sont associés. Les chants dansés sont divisés en trois parties.
5. Des Japonais composent.

Jusqu'à la fin du Xe siècle, le gagaku est en pleine expansion et devient peu à peu la musique de prédilection de la noblesse. De nombreuses pièces sont composées et beaucoup d'artistes sont réputés, dont les empereurs Saga et Nimmyō. C'est à cette époque qu'apparaissent les genres d'utamono : saibara et rōei. En 1013, Fujiwara no Kintō en compile un peu plus de 800 poèmes sous le titre : Wakan rōeishū (和漢朗詠集, « Recueil de chants japonais et chinois »).

### Déclin de Kamakura à Muromachi
Le XIIIe siècle voit le gagaku décliner, en même temps que la famille impériale. L'origine de ce déclin est liée à l'arrivée au pouvoir de la classe militaire (le bakufu) qui trouve plus à son goût la musique autochtone telle que le dengaku ou encore le sarugaku qui donneront naissance au nô et au heikyoku, rejetant ainsi les formes musicales de l'aristocratie.
Les troubles d'Ōnin no ran (応仁の乱, 1467-1477) entraînèrent la dispersion des musiciens et une partie du répertoire fut perdue. Cependant, la tradition du gagaku fut conservée, d'une part grâce à la noblesse qui continua de jouer des instruments de l'époque Heian et, d'autre part, par quelques temples et sanctuaires tels que le Shi Tennō-ji d'Osaka, Kasuga à Nara, Ise dans la préfecture de Mie, Izumo dans celle de Shimane.

### Renouveau d'Edo et Meiji

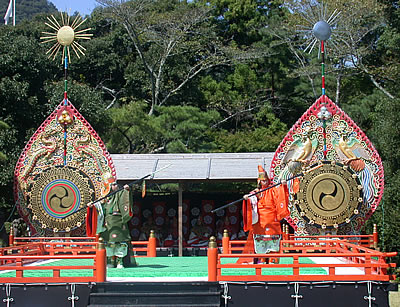
Danseurs à Ise.

Au début du XVIIe siècle, Tokugawa Ieyasu rassemble les gakunin et fonde un ensemble de gagaku pour la famille impériale à Kyōto et un autre pour sa propre famille à Edo. Lors de la restauration de Meiji (1868), la famille impériale fusionne les deux ensembles créés par Ieyasu en fixant sa capitale à Tōkyō et donne ainsi naissance à l'actuel ensemble de la famille impériale.

### Période contemporaine
Après la Seconde Guerre mondiale, des compositeurs japonais tentent de s'inspirer du gagaku et de lui emprunter des éléments en y associant leur culture musicale occidentale, notamment pour en rénover le genre mais sans parvenir à enrichir à nouveau le répertoire traditionnel. Affaire d'initiés jusqu'au début du XXe siècle, le gagaku arrive réellement dans le monde occidental après la Seconde Guerre mondiale, grâce à l'organisation de « tournées ». Elle influencera des compositeurs occidentaux tels que Benjamin Britten ou Olivier Messiaen.

## Genres
Le gagaku se divise en quatre genres, un rituel et trois profanes, comprenant chacun plusieurs styles.

### Gagaku religieux, lemikagura
La musique de gagaku est liée au culte des ancêtres de la famille impériale, le shintoïsme. Elle est exécutée en présence de l'empereur lors des célébrations à la Cour impériale ou d'un de ses représentants lors des célébrations devant les autels des sanctuaires shintoïstes tels que ceux d'Izumo, d'Atsuta (Nagoya), d'Ise ou de Kasuga, du coucher du soleil jusqu'à l'aube. Cette musique cérémoniale est exécutée à l'occasion de certaines fêtes déterminées — comme le Yamato-mai le 22 novembre (célébration des morts) ou l’Azuma-mai aux équinoxes — et n'est pas à confondre avec l'o-kagura (御果蔵), musique folklorique jouée dans les sanctuaires à l'occasion de fêtes régionales et mimant des récits mythologiques qui se composent de chants, danses et ensembles différents de ceux du gagaku.
La célébration de mikagura (御神楽) se divise en trois parties :
- l'accueil des divinités descendant sur terre ;
- une partie plus longue pendant laquelle les hommes offrent des présents aux dieux et les distraient par des chants humoristiques ;
- un adieu aux divinités qui remontent au ciel par des chants composés de poèmes folkloriques assemblés et non créés à cet effet.

Les textes des chants, transmis oralement de façon héréditaire, contiennent de nombreuses onomatopées au sens obscur et aucune prière ou louange.
Le mikagura se compose de deux types de chants. Les chants sacrés, dont le chœur est accompagné de kagurabue, hichiriki, wagon, et shaku, et les chants dansés joués par les instruments suivants : ryūteki ou komabue, hichiriki, wagon, shaku, ainsi qu'un chœur (voir plus bas pour les instruments).
Parmi la vingtaine de musiciens, cinq ondo (trois instrumentistes et deux chefs de chœur), dirigés par un ninchō (officiant), donnent les intonations reprises en alternance par le chœur divisé en deux, au même titre que l'ensemble, et marquent le rythme au moyen de shaku. Entre chaque partie, le ninchō explique le but du culte et de la danse.

### Gagaku profane

#### Kangen
Le kangen (管絃) est une musique instrumentale, pour ensemble, classée en deux catégories selon son origine :
- uhō (右方?) : originaire de Corée et de Mandchourie dont les couleurs dominantes des costumes sont le vert et le jaune ;
- sahō (左方?) : originaire de Chine et du sud de l'Asie ayant le rouge pour couleur dominante dans les costumes.

Bien que ces deux catégories possèdent une structure musicale identique (hétérophonie) comme dans le bugaku, elles se différencient en fonction de l'utilisation du shō. Dans l'uhō no gaku, les shô ne jouent que la mélodie, ce qui entraîne un contraste entre la ligne mélodique et un rythme dynamique. D'autre part, dans le sahō no gaku, la tenue des notes aiguës donne une impression de statisme.

#### Bugaku
Le bugaku (舞楽) est une musique d'accompagnement de danses classée en deux catégories en fonction de son origine : samai (左舞), originaire de Chine, dansé sur le sahō ; et umai (右舞), originaire de Corée, dansé sur l'uhō. Ces catégories sont associées par paires. Contrairement à autrefois, une seule pièce, coupée par des pièces instrumentales ou vocales, est dansée par spectacle.
Les costumes des danseurs sont très colorés. Ils portent également une coiffe, une arme (sabre, lance ou bouclier) et peuvent même se parer d'un masque caricatural variant selon le sujet.
Une pièce de bugaku se divise en trois parties selon le principe d'esthétique japonaise temporelle, le jo-ha-kyū : introduction, développement (littéralement « émiettement ») et final rapide. Ce principe se retrouve aussi dans le nô.
1. Lors de l'introduction, les instruments à vent jouent un canon à l'unisson (oibuki) accompagnés d'un rythme de percussion libre, ce qui leur permet d'adapter la durée de cette partie en fonction du temps que les danseurs mettent à rejoindre la scène depuis le foyer.
2. Ensuite vient la pièce à danser à proprement dire qui constitue la partie centrale (tōkyoku). Le tempo devient régulier mais reste lent (nobe-byōshi, en quatre-deux).
3. Lorsque le tempo s'accélère, la partie conclusive s'amorce. Le rythme devient alors rapide (haya-byōshi, en deux-deux) ce qui annonce la fin de la pièce.

#### Utamono
L'utaimono ou utamono (謡物) représente le gagaku chanté. Il est classé en deux catégories qui diffèrent selon la langue des poèmes. Les saibara (催馬楽) sont écrits en japonais. La structure du saibara dépend de la longueur du poème et comporte donc deux ou trois sections s'amorçant chacune par une intonation du chef de chœur qui joue en même temps du shaku sur un rythme à quatre temps. Le chœur reprend ensuite à l'unisson. Les instruments du saibara sont le ryūteki, le hichiriki, le shō sans harmonies, le biwa et le sō no koto.
Les rōei (朗詠) sont écrits en chinois. La pièce de rōei est divisée en trois parties et jouée sur un rythme libre et non mesuré. Les instruments du rōei sont le ryūteki, le hichiriki, le shō sans harmonies.

## Instruments

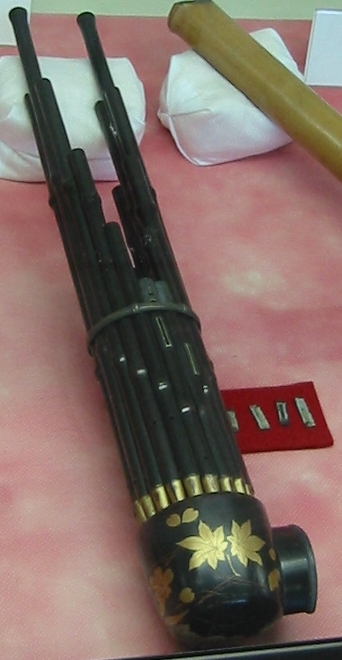
Shō.

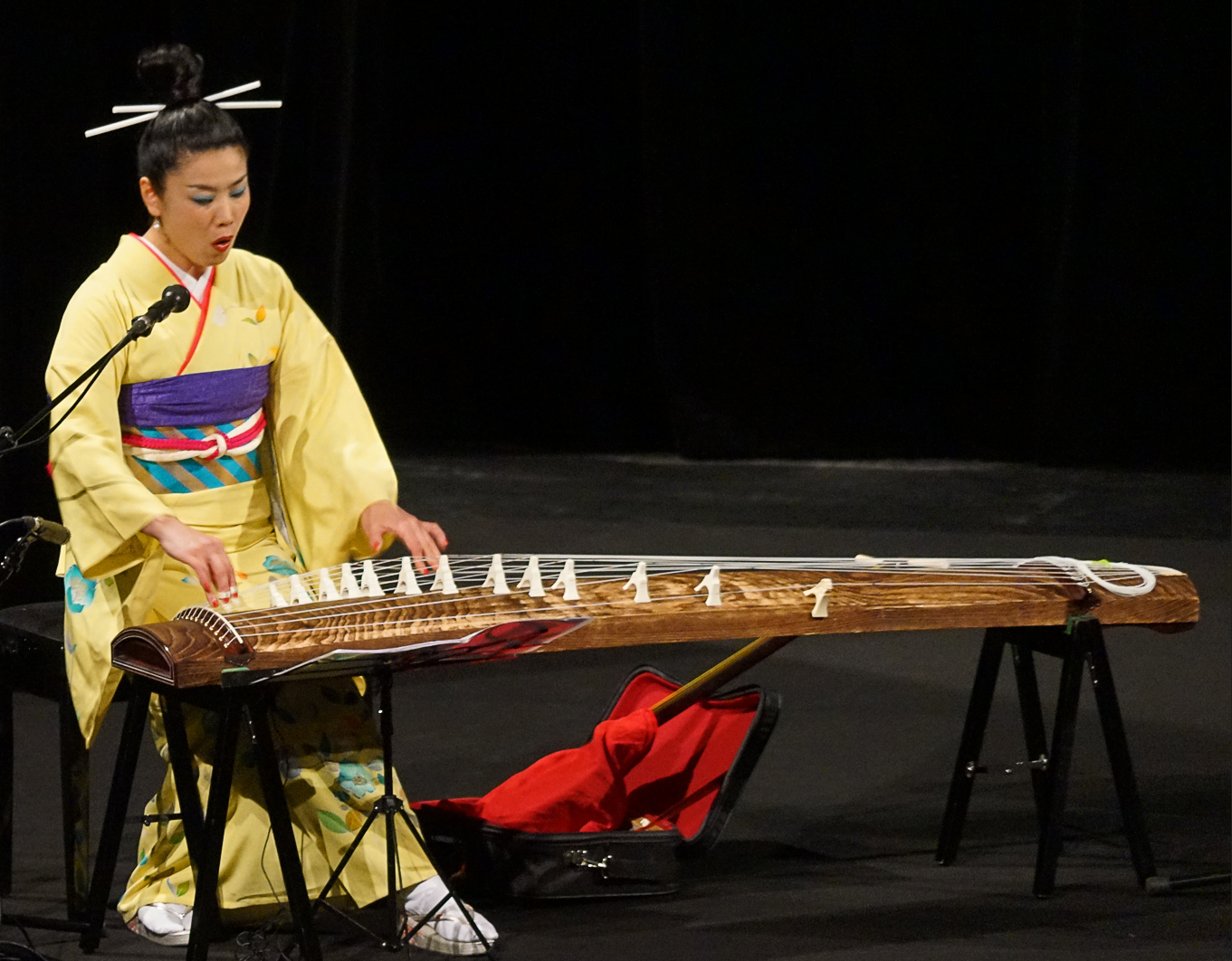
Joueuse de koto.

À l'origine (époque de Nara), l'ensemble de gagaku était constitué d'une trentaine d'instruments dont le nombre diminuera à la suite de la réforme musicale du IXe siècle. Les musiciens de métier sont appelés gakunin (楽人).
Les percussions :
- kakko (羯鼓?) : tambour à baguettes frappé par le chef de chœur avec le rythme accéléré caractéristique du gagaku. Il est utilisé pour le sahō et le samai ;
- san no tsuzumi (三の鼓?) : tambour plus grand que le kakko qui indique le premier temps des mesures et est utilisé dans l'uhō et l'umai ;
- shakubyōshi (笏狛子?) : claquette de bois ;
- shōko ou shōgo (鉦鼓?) : petit gong en bronze existant en trois formats et indiquant le premier temps d'une petite périodicité. Il est utilisé dans le kangen et le bugaku ;
- taiko (太鼓?) : grand tambour à maillet utilisé en trois formats différents : dadaiko, tsuridaiko et ninaidaiko. Il indique le premier temps d'une grande périodicité et est utilisé en kangen et bugaku.

Les vents :
- hichiriki (篳篥?) : instrument à vent à double anche, comme le hautbois, utilisé dans tous les genres de gagaku ;
- kagurabue (神楽笛?) ou yamatobue : flûte autochtone utilisée pour les chants sacrés du mikagura ;
- komabue (高麗笛?) : flûte d'origine coréenne utilisée pour les chants dansés du mikagura, l'uhō et l'umai ;
- ryūteki (龍笛?) ou ōteki (横笛?) : flûte d'origine chinoise utilisée pour les chants dansés du mikagura, le sahō, l'utamono et le samai ;
- shō (笙?) : orgue à bouche à dix-sept tuyaux (dont deux rendus muets par la réforme) qui donne la ligne mélodique (ipponbuki) dans l'utamono et onze aitake (harmonies fixes) dans le sahō et le bugaku.

Les cordes :
- gakubiwa (琵琶?) : luth à quatre cordes utilisé en saibara et en kangen ;
- gaku-sō (楽箏?), sō ou sō no koto : cithare à treize cordes utilisée en saibara et en kangen ;
- yamatogoto (大和琴?) ou wagon (和琴?) : cithare à six cordes utilisée en mikagura.

## Déroulement de la représentation

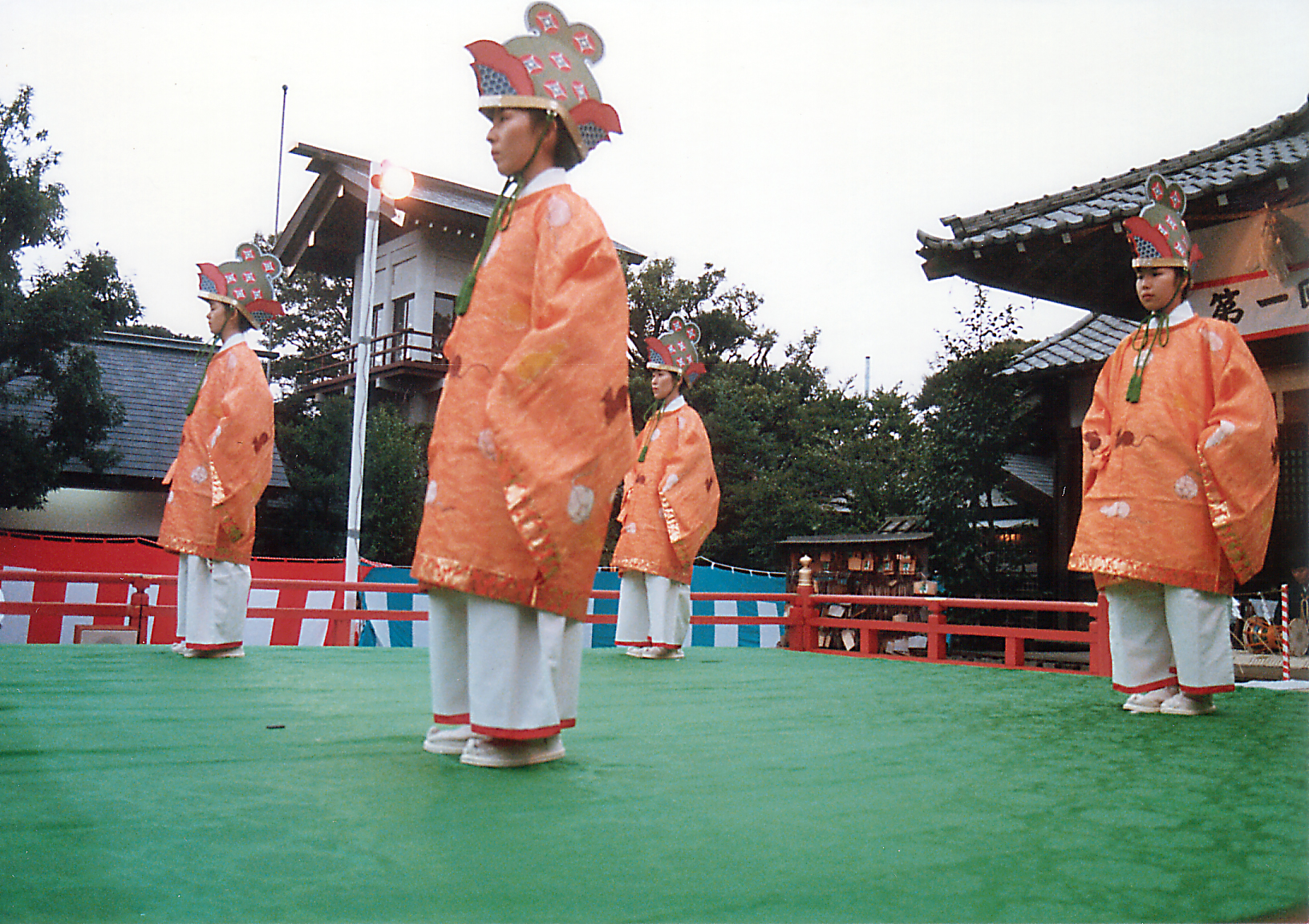
.

Le gagaku est assimilable aux autres arts japonais tels que le chadō, et le kyūdō, notamment, qui conduisent à acquérir par une voie, une maîtrise de soi par l'acquisition de techniques d'exploration spirituelle. Ainsi, les exécutants ne disposent d'aucune liberté d'improvisation ou d'interprétation, chaque élément étant fixé, d'où le caractère rituel et cérémonial des représentations.
Les spectacles de gagaku sont présentés lors de cérémonies, de fêtes ou de banquets impériaux ou bien lors de cérémonies religieuses. Aux gakunin se joignent des membres de l'aristocratie. À l'origine destiné à des représentations en plein air, de nos jours il est de plus en plus fréquent d'en écouter à la salle de musique du palais impérial de Tōkyō.

## Musicologie et répertoire
La première théorie musicale, importée de Chine en 735 par Kibi no Makibi, est très différente de la première théorie musicale japonaise créée en 877 par le moine Annen et nommée shittanzō. À l'ère Heian apparaissent deux systèmes modaux : ryō japonais (mode de sol) et ritsu (mode de ré) à partir du ryō chinois (mode de fa), et leurs transpositions qui fixent ainsi six modes différents : ichikotsu (mode de sol sur ré), sōchō (mode de sol sur sol), taishiki (mode de sol sur mi), hyōjō (mode de ré sur mi), oshiki (mode de ré sur la) et banshiki (mode de ré sur si).
Le répertoire se divise, en fonction de sa provenance ou de son style, en deux groupes : le tōgaku ou sagaku (左楽, musique de gauche) dont les compositions sont de style ou originaire de Chine (particulièrement celle des Tang) et du royaume de Rinyū, et le komagaku ou ugaku (右楽, musique de droite) dont les pièces sont de style ou d'origine coréenne (royaumes de Baekje ou Balhae). Il aurait existé 160 mélodies de gagaku selon le Wamyō ruijushō (vers 934).
Le compositeur Olivier Messiaen en a fait une évocation musicale dans le quatrième de ses Sept haïkaï.